# Aplocnemus nigricornis
Aplocnemus nigricornis is een keversoort uit de familie van de bloemweekschilden (Melyridae). De wetenschappelijke naam werd in 1792 als Lagria nigricornis gepubliceerd door Johann Christian Fabricius.